# 루트밀라 바실리예프 벌란
루트밀라 바실리예프 발란(루마니아어: Ludmila Vasiliev Balan, 1958년 3월 28일 ~ )은 소비에트 사회주의 공화국 연방에서 광고 모델과 TV 진행자와 외교관과 정치가를 지낸 몰도바의 프리 랜서 TV 진행자이다.

## 가족 관계
몰도바 대학교 초빙교수 직위와 불가리아 주재 소련 대사관 참사관 직위와 키예프 대학교 초빙교수 직위와 소련 국립 이르쿠츠크 대학교 초빙교수 직위와 레닌그라드 대학교 초빙교수 직위를 지낸 몰도바 키시네프 출신의 보리스 바실리예프(Boris Vasiliev, 1932년 8월 7일 ~ 2015년 10월 25일) 前 소련 국가보안위원회 국제외교행정과학특보위원이 그녀의 아버지이다.
그녀는 훗날 외교관 활동한 정치가 미하이 발란과 결혼하여 그와의 사이에 슬하 1남 1녀(1979년 2월 6일생 아들 단 벌란(Dan Balan), 1980년 6월 11일생 딸 산다 벌란(Sanda Balan)를 두었는데 그들 중 첫째이자 아들인 단 벌란은 1990년대 후반과 2000년대 초반에 몰도바와 루마니아에서 보이 그룹 오 존의 보컬리스트 겸 기타리스트와 키보디스트로 활동한 가수 겸 작곡가였다.